# Petite Fleur

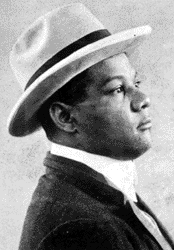
Sidney Bechet, autor e intérprete de la canción.

Petite Fleur (Pequeña flor) es una canción instrumental de 1952, compuesta por el clarinetista y saxofonista estadounidense Sidney Bechet (1897–1959), cuando residía en Francia. Tuvo un éxito notable y se convirtió en un jazz standard. La letra, en francés,  fue escrita por Fernand Bonifay y Mario Bua en 1959.

## Intérpretes
Sidney Bechet, Aimable, Danielle Darrieux, Tino Rossi, Henri Salvador, Petula Clark, Manu Dibango, Angélique Kidjo, Bob Crosby, Marcel Mouloudji, Sara Montiel, Joselito (cantante), Miguel Oblitas Bustamante entre otros muchos.